# Otok Kakan
Otok Kakan är en ö i Kroatien.   Den ligger i länet Šibenik-Knins län, i den södra delen av landet, 240 km söder om huvudstaden Zagreb. Arean är 3,4 kvadratkilometer.
Terrängen på Otok Kakan är platt. Öns högsta punkt är 97 meter över havet. Den sträcker sig 3,6 kilometer i nord-sydlig riktning, och 4,6 kilometer i öst-västlig riktning.